# China op de Olympische Zomerspelen 1984
China nam deel aan de Olympische Zomerspelen 1984 in Los Angeles, Verenigde Staten. Het was de tweede deelname van het land na een onderbreking van 32 jaar. Er namen 215 sporters (132 mannen en 83 vrouwen) deel in 18 olympische sportdisciplines. Er werden er 32 medailles gewonnen, waaronder 15 gouden.

## Medailleoverzicht
| Sport          | Olympiër(s) | Onderdeel                  | Medaille |
| -------------- | --- | -------------------------- | -------- |
| Gewichtheffen  | Zeng Guoqiang | -52kg (m)                  | Goud     |
| Gewichtheffen  | Wu Shude | -56kg (m)                  |          |
| Gewichtheffen  | Chen Weiqiang | -60kg (m)                  |          |
| Gewichtheffen  | Yao Jingyuan | -67,5kg (m)                |          |
| Gymnastiek     | Lou Yun | sprong (m)                 |          |
| Gymnastiek     | Li Ning | vloer (m)                  |          |
| Gymnastiek     | Li Ning | paard met bogen (m)        |          |
| Gymnastiek     | Li Ning | ringen (m)                 |          |
| Gymnastiek     | Ma Yanhong | brug (v)                   |          |
| Schermen       | Jujie Luan | floret (v)                 |          |
| Schietsport    | Xu Haifeng | 50m pistool (m)            |          |
| Schietsport    | Li Yuwei | 50m bewegend doel (m)      |          |
| Schietsport    | Wu Xiaoxuan | 50m geweer 3 houdingen (v) |          |
| Schoonspringen | Zhou Jihong | 10m toren (v)              |          |
| Volleybal      | Zhu Ling Zheng Meizhu Lang Ping Zhang Rongfang Yang Xiaojun Yang Xilan Liang Yan Li Yanjun Jiang Ying Hou Yuzhu                          | zaal (v)                   |          |
| Boogschieten   | Li Lingjuan | individueel (v)            | Zilver   |
| Gewichtheffen  | Zhou Peishun | -52kg (m)                  |          |
| Gewichtheffen  | Lai Runming | -56kg (m)                  |          |
| Gymnastiek     | Li Ning | sprong (m)                 |          |
| Gymnastiek     | Tong Fei | brug (m)                   |          |
| Gymnastiek     | Lou Yun | vloer (m)                  |          |
| Gymnastiek     | Tong Fei Li Ning Li Xiaoping Li Yuejiu Lou Yun Xu Zhiqiang                                                                               | meerkamp team (m)          |          |
| Schoonspringen | Tan Liangde | 3m plank (m)               |          |
| Atletiek       | Zhu Jianhua | hoogspringen (m)           | Brons    |
| Basketbal      | Ba Yan Chen Yuefang Cong Xuedi Liu Qing Li Xiaoqin Qiu Chen Song Xiaobo Wang Jun Xiu Lijuan Zhang Hui Zhang Yueqin Zheng Haixia          | vrouwen                    |          |
| Gymnastiek     | Li Ning | individuele meerkamp (m)   |          |
| Gymnastiek     | Wu Jiani Zhou Ping Zhou Qiurui Huang Qun Ma Yanhong Chen Yongyan                                                                         | meerkamp team (v)          |          |
| Handbal        | Wu Xingjiang He Jianping Zhu Juefeng Zhang Weihong Gao Xiumin Wang Linwei Liu Liping Sun Xiulan Liu Yumei Li Lan Wang Mingxing Chen Zhen | mannen                     |          |
| Schietsport    | Wang Yifu | 50m pistool (m)            |          |
| Schietsport    | Huang Shiping | 50m bewegend doel (m)      |          |
| Schietsport    | Wu Xiaoxuan | 10m luchtgeweer (v)        |          |
| Schoonspringen | Li Kongzheng | 10m toren (m)              |          |

## Deelnemers en resultaten

### Atletiek
| Olympiër       | Onderdeel                | Resultaat | Prestatie |
| -------------- | ------------------------ | --------- | --- |
| Yu Zhuanghui   | 100m (m)                 | 27e       | serie 7: 2de in 10,53 kwartfinale 1: 6de in 10,59 |
| Yu Zhuanghui   | 200m (m)                 | 36e       | serie 2: 4de in 21,48 |
| Li Jieqiang    | 110m horden (m)          | 13e       | serie 3: 4de in 14,29 halve finale 2: 8ste in 14,15 |
| Yu Zhicheng    | 110m horden (m)          | 15e       | serie 1: 4de in 14,20 halve finale 1: 7de in 14,26 |
| Yu Zhuanghui   | 20km snelwandelen (m)    | 27e       | 1:32.10 |
| Yu Zhuanghui   | 50km snelwandelen (m)    | 15e       | 4:23.39 |
| Liu Yuhuang    | verspringen (m)          | 5e        | kwalificatie groep A: 7de met 7,83m finale: 5de met 7,99m |
| Wang Shijie    | verspringen (m)          | 18e       | kwalificatie groep A: 10de met 7,36m |
| Zou Zhenxian   | hink-stap-springen (m)   | 4e        | kwalificatie groep B: 2de met 16,68m finale: 4de met 16,83m |
| Cai Shu        | hoogspringen (m)         | 8e        | kwalificatie groep A: 2de met 2,24m finale: 8ste met 2,27m |
| Liu Yunpeng    | hoogspringen (m)         | 7e        | kwalificatie groep A: 1ste met 2,24m finale: 7de met 2,29m |
| Zhu Jianhua    | hoogspringen (m)         | Brons     | kwalificatie groep A: 1ste met 2,24m finale: 3de met 2,31m |
| Ji Zebiao      | polsstokhoogspringen (m) | 17e       | kwalificatie groep B: 8ste met 5,10m |
| Yang Weimin    | polsstokhoogspringen (m) | 10e       | kwalificatie groep B: 3de met 5,30m finale: 10de met 5,10m |
| Weng Kangqiang | tienkamp (m)             | 15e       | 100m: 14de in 11,28 (738 punten) verspringen: 6de met 7,30m (881 punten) kogelstoten: 22ste met 12,45m (629 punten) hoogspringen: 20ste met 1,88m (751 punten) 400m: 21ste in 50,52 (782 punten) 110m horden: 15de in 15,21 (826 punten) discuswerpen: 20ste met 38,74m (660 punten) polsstokhoogspringen: 8ste met 4,60m (957 punten) speerwerpen: 2de met 69,72m (876 punten) 1500m: 13de in 4.34,10 (562 punten) totaal: 7662 punten |
|                |                          |           | |
| Liu Huajin     | 100m horden (m)          | 13e       | serie 2: 5de in 13,64 halve finale 2: 7de in 13,57 |
| Liao Wenfen    | verspringen (v)          | 15e       | kwalificatie groep B: 8ste met 6,16m |
| Zheng Dazhen   | hoogspringen (v)         | 7e        | kwalificatie groep B: 7de met 1,90m finale: 7de met 1,91m |
| Yang Wenqin    | hoogspringen (v)         | 9e        | kwalificatie groep A: 4de met 1,90m finale: 9de met 1,88m |
| Zhu Jianhua    | hoogspringen (v)         | 21e       | kwalificatie groep B: 9de met 1,84m |
| Li Meisu       | kogelstoten (v)          | 5e        | 17,96m |
| Yang Yanqin    | kogelstoten (v)          | 10e       | 16,97m |
| Jiao Yunxiang  | discuswerpen (v)         | 11e       | kwalificatie groep A: 7de met 54,70m finale: 11de met 53,32m |
| Zhu Hongyang   | speerwerpen (v)          | 19e       | kwalificatie groep B: 9de met 53,18m |

### Basketball

#### Mannen
| Olympiër | Onderdeel | Resultaat | Prestatie |
| --- | --------- | --------- | --- |
| Wang Haibo Lü Jinqing Huang Yunlong Guo Yonglin Kuang Lubin Ji Zhaoguang Li Yaguang Sun Fengwu Wang Libin Liu Jianli Hu Zhangbao Zhang Bin | mannen    | 10e       | groep B: 5de V van Verenigde Staten: 49-97 W van Frankrijk: 85-83 V van Canada: 80-121 V van Spanje: 83-102 V van Uruguay: 67-74 9-12de plek: W van Egypte: 76-73 9-10de plek: V van Brazilië: 76-86 |

| Groep B |                  |             |             |             |            |            |            |        |
| #       | Land             | Wedstrijden | Wedstrijden | Wedstrijden | Doelpunten | Doelpunten | Doelpunten | Punten |
| #       | Land             | G           | W           | V           | V          | T          | Saldo      | Punten |
| 1       | Verenigde Staten | 5           | 5           | 0           | 511        | 315        | +196       | 10     |
| 2       | Spanje           | 5           | 4           | 1           | 457        | 438        | +19        | 9      |
| 3       | Canada           | 5           | 3           | 2           | 462        | 401        | +61        | 8      |
| 4       | Uruguay          | 5           | 2           | 3           | 403        | 460        | -57        | 7      |
| 5       | China            | 5           | 1           | 4           | 364        | 477        | -113       | 6      |
| 6       | Frankrijk        | 5           | 0           | 5           | 383        | 489        | -106       | 5      |

| Ronde       | Datum       | Plaats           | Land   | Score     | Land |
| ----------- | ----------- | ---------------- | ------ | --------- | ---- |
| Groepsfase  |             |                  |        |           |      |
| 29 juli     | Los Angeles | Verenigde Staten | 97-49  | China     |      |
| 31 juli     | Los Angeles | China            | 85-83  | Frankrijk |      |
| 1 augustus  | Los Angeles | China            | 80-121 | Canada    |      |
| 3 augustus  | Los Angeles | China            | 83-102 | Spanje    |      |
| 4 augustus  | Los Angeles | China            | 67-74  | Uruguay   |      |
| 9-12de plek |             |                  |        |           |      |
| 6 augustus  | Los Angeles | China            | 76-73  | Egypte    |      |
| 9-10de plek |             |                  |        |           |      |
| 10 augustus | Los Angeles | Verenigde Staten | 86-76  | China     |      |

#### Vrouwen
| Olympiër | Onderdeel | Resultaat | Prestatie |
| --- | --------- | --------- | --- |
| Ba Yan Chen Yuefang Cong Xuedi Liu Qing Li Xiaoqin Qiu Chen Song Xiaobo Wang Jun Xiu Lijuan Zhang Hui Zhang Yueqin Zheng Haixia | vrouwen   | Brons     | groepsfase: 4de V van Zuid-Korea: 56-69 V van Canada: 61-66 W van Australië: 67-64 W van Joegoslavië: 79-58 V van Verenigde Staten: 55-91 bronzen finale: W van Canada: 63-57 |

| Groepsfase |                  |             |             |             |            |            |            |        |
| #          | Land             | Wedstrijden | Wedstrijden | Wedstrijden | Doelpunten | Doelpunten | Doelpunten | Punten |
| #          | Land             | G           | W           | V           | V          | T          | Saldo      | Punten |
| 1          | Verenigde Staten | 5           | 5           | 0           | 431        | 265        | +166       | 10     |
| 2          | Zuid-Korea       | 5           | 4           | 1           | 292        | 302        | -10        | 9      |
| 3          | Canada           | 5           | 2           | 3           | 313        | 335        | -23        | 7      |
| 4          | China            | 5           | 2           | 3           | 318        | 348        | -30        | 7      |
| 5          | Australië        | 5           | 1           | 4           | 267        | 317        | -50        | 6      |
| 6          | Joegoslavië      | 5           | 1           | 4           | 293        | 347        | -54        | 6      |

| Ronde          | Datum       | Plaats     | Land  | Score            | Land |
| -------------- | ----------- | ---------- | ----- | ---------------- | ---- |
| Groepsfase     |             |            |       |                  |      |
| 30 juli        | Los Angeles | Australië  | 64-67 | China            |      |
| 31 juli        | Los Angeles | China      | 61-66 | Canada           |      |
| 2 augustus     | Los Angeles | China      | 79-58 | Joegoslavië      |      |
| 3 augustus     | Los Angeles | China      | 55-91 | Verenigde Staten |      |
| 5 augustus     | Los Angeles | Zuid-Korea | 69-56 | China            |      |
| Bronzen finale |             |            |       |                  |      |
| 7 augustus     | Los Angeles | China      | 63-57 | Canada           |      |

### Boogschieten
| Olympiër    | Onderdeel       | Resultaat | Prestatie                                                                              |
| ----------- | --------------- | --------- | -------------------------------------------------------------------------------------- |
| Feng Zemin  | individueel (m) | 38e       | 1ste ronde: 46ste met 1175 punten 2de ronde: 31ste met 1214 punten totaal: 2389 punten |
| Yong Shan   | individueel (m) | 18e       | 1ste ronde: 10de met 1251 punten 2de ronde: 21ste met 1232 punten totaal: 2483 punten  |
| Zhang Zheng | individueel (m) | 36e       | 1ste ronde: 35ste met 1207 punten 2de ronde: 37ste met 1198 punten totaal: 2405 punten |
|             |                 |           |                                                                                        |
| Li Lingjuan | individueel (v) | Zilver    | 1ste ronde: 1ste met 1279 punten 2de ronde: 2de met 1280 punten totaal: 2559 punten    |
| Wang Jin    | individueel (v) | 18e       | 1ste ronde: 15de met 1229 punten 2de ronde: 21ste met 1216 punten totaal: 2445 punten  |
| Wu Yanan    | individueel (v) | 8e        | 1ste ronde: 12de met 1240 punten 2de ronde: 7de met 1253 punten totaal: 2493 punten    |

### Gewichtheffen
| Olympiër      | Onderdeel   | Resultaat | Prestatie                                                        |
| ------------- | ----------- | --------- | ---------------------------------------------------------------- |
| Zeng Guoqiang | -52kg (m)   | Goud      | trekken: 3de met 105kg stoten: 1ste met 130kg totaal: 235kg      |
| Zhou Peishun  | -52kg (m)   | Zilver    | trekken: 1ste met 107,5kg stoten: 2de met 127,5kg totaal: 235kg  |
| Lai Runming   | -56kg (m)   | Zilver    | trekken: 1ste met 125kg stoten: 2de met 140kg totaal: 265kg      |
| Wu Shude      | -56kg (m)   | Goud      | trekken: 2de met 120kg stoten: 1ste met 147,5kg totaal: 267,5kg  |
| Chen Weiqiang | -60kg (m)   | Goud      | trekken: 1ste met 125kg stoten: 1ste met 157,5kg totaal: 282,5kg |
| Wang Guofeng  | -60kg (m)   | DNF       | trekken: 6de met 117,5kg stoten: geen geldige poging             |
| Ma Jianping   | -67,5kg (m) | 8e        | trekken: 9de met 130kg stoten: 6de met 167,5kg totaal: 297,5kg   |
| Yao Jingyuan  | -67,5kg (m) | Goud      | trekken: 1ste met 142,5kg stoten: 1ste met 177,5kg totaal: 320kg |
| Li Shunzhu    | -75kg (m)   | 5e        | trekken: 2de met 147,5kg stoten: 6de met 175kg totaal: 322,5kg   |
| Ma Wenguang   | -90kg (m)   | 11e       | trekken: 18de met 145kg stoten: 3de met 195kg totaal: 340kg      |

### Gymnastiek
| Olympiër                                                        | Onderdeel                | Resultaat    | Prestatie |
| Ritmisch                                                        | Ritmisch                 | Ritmisch     | Ritmisch |
| --------------------------------------------------------------- | ------------------------ | ------------ | --- |
| Huang Xianyuan                                                  | individueel (v)          | 32e          | kwalificatie: hoepel: 11de met 9,45 punten bal: 12de met 9,25 punten knotsen: 33ste met 7,80 punten touw: 32ste met 8,30 punten totaal: 34,80 punten |
| Wang Xiurong                                                    | individueel (v)          | 23e          | kwalificatie: hoepel: 27ste met 8,95 punten bal: 15de met 9,15 punten knotsen: 15de met 9,20 punten touw: 28ste met 9,55 punten totaal: 35,85 punten |
| Turnen                                                          |                          |              | |
| Li Ning                                                         | brug (m)                 | 6e           | kwalificatie: 6de met 19,75 punten finale: 6de met 19,775 punten |
| Tong Fei                                                        | brug (m)                 | 4e           | kwalificatie: 6de met 19,75 punten finale: 4de met 19,825 punten |
| Xu Zhiqiang                                                     | brug (m)                 | kwalificatie | kwalificatie: 6de met 19,75 punten |
| Li Ning                                                         | paard voltige (m)        | Goud         | kwalificatie: 1ste met 19,90 punten finale: 1ste met 19,950 punten |
| Tong Fei                                                        | paard voltige (m)        | 4e           | kwalificatie: 5de met 19,70 punten finale: 4de met 19,750 punten |
| Lou Yun                                                         | rekstok (m)              | 4e           | kwalificatie: 3de met 19,90 punten finale: 1ste met 19,850 punten |
| Tong Fei                                                        | rekstok (m)              | Zilver       | kwalificatie: 2de met 19,95 punten finale: 2de met 19,975 punten |
| Xu Zhiqiang                                                     | rekstok (m)              | kwalificatie | kwalificatie: 3de met 19,90 punten |
| Li Ning                                                         | ringen (m)               | Goud         | kwalificatie: 2de met 19,80 punten finale: 1ste met 19,850 punten |
| Tong Fei                                                        | ringen (m)               | 4e           | kwalificatie: 4de met 19,70 punten finale: 4de met 19,750 punten |
| Xu Zhiqiang                                                     | ringen (m)               | kwalificatie | kwalificatie: 6de met 19,75 punten |
| Li Ning                                                         | sprong (m)               | Zilver       | kwalificatie: 4de met 19,75 punten finale: 2de met 19,825 punten |
| Lou Yun                                                         | sprong (m)               | Goud         | kwalificatie: 1ste met 20,00 punten finale: 1ste met 19,950 punten |
| Li Ning                                                         | vloer (m)                | Goud         | kwalificatie: 1ste met 19,85 punten finale: 1ste met 19,925 punten |
| Lou Yun                                                         | vloer (m)                | Zilver       | kwalificatie: 1ste met 19,85 punten finale: 2de met 19,775 punten |
| Xu Zhiqiang                                                     | vloer (m)                | kwalificatie | kwalificatie: 4de met 19,70 punten |
| Li Ning                                                         | meerkamp individueel (m) | Brons        | kwalificatie: 2de vloer: 1ste met 19,85 punten sprong: 4de met 19,75 punten brug: 6de met 19,75 punten rekstok: 34ste met 19,40 punten ringen: 2de met 19,80 punten paard met bogen: 1ste met 19,90 punten totaal: 118,45 punten finale: vloer: 1ste met 9,90 punten sprong: 1ste met 9,95 punten brug: 3de met 9,90 punten rekstok: 2de met 9,90 punten ringen: 7de met 9,80 punten paard met bogen: 6de met 9,90 punten totaal: 118,575 punten |
| Li Xiaoping                                                     | meerkamp individueel (m) | kwalificatie | kwalificatie: 12de vloer: 14de met 19,50 punten sprong: 25ste met 19,55 punten brug: 20ste met 19,35 punten rekstok: 16de met 19,65 punten ringen: 23ste met 19,45 punten paard met bogen: 17de met 19,35 punten totaal: 116,85 punten |
| Li Yuejiu                                                       | meerkamp individueel (m) | kwalificatie | kwalificatie: 15de vloer: 16de met 19,45 punten sprong: 16de met 19,60 punten brug: 16de met 19,45 punten rekstok: 10de met 19,75 punten ringen: 40ste met 19,25 punten paard met bogen: 22ste met 19,20 punten totaal: 116,70 punten |
| Lou Yun                                                         | meerkamp individueel (m) | kwalificatie | kwalificatie: 10de vloer: 1ste met 19,85 punten sprong: 1ste met 20,00 punten brug: 11de met 19,60 punten rekstok: 3de met 19,90 punten ringen: 15de met 19,50 punten paard met bogen: 43ste met 18,80 punten totaal: 117,65 punten |
| Tong Fei                                                        | meerkamp individueel (m) | 4e           | kwalificatie: 3de vloer: 8ste met 19,65 punten sprong: 10de met 19,65 punten brug: 6de met 19,75 punten rekstok: 2de met 19,95 punten ringen: 4de met 19,70 punten paard met bogen: 5de met 19,70 punten totaal: 118,40 punten finale: vloer: 1ste met 9,90 punten sprong: 2de met 9,90 punten brug: 3de met 9,90 punten rekstok: 2de met 9,90 punten ringen: 8ste met 9,75 punten paard met bogen: 1ste met 10,00 punten totaal: 118,550 punten |
| Xu Zhiqiang                                                     | meerkamp individueel (m) | 7e           | kwalificatie: 6de vloer: 4de met 19,70 punten sprong: 10de met 19,65 punten brug: 6de met 19,75 punten rekstok: 3de met 19,90 punten ringen: 6de met 19,65 punten paard met bogen: 9de met 19,50 punten totaal: 118,15 punten finale: vloer: 1ste met 9,90 punten sprong: 2de met 9,90 punten brug: 3de met 9,90 punten rekstok: 2de met 9,90 punten ringen: 1ste met 9,90 punten paard met bogen: 20ste met 9,65 punten totaal: 118,225 punten  |
| Li Ning Li Xiaoping Li Yuejiu Tong Fei Lou Yun Xu Zhiqiang      | meerkamp team (m)        | Zilver       | vloer: 1ste met 98,60 punten sprong: 1ste met 98,70 punten brug: 2de met 98,35 punten rekstok: 1ste met 99,15 punten ringen: 2de met 98,10 punten paard met bogen: 2de met 97,90 punten totaal: 590,80 punten |
|                                                                 |                          |              | |
| Chen Yongyan                                                    | balk (v)                 | 7e           | kwalificatie: 10de met 19,30 punten finale: 7de met 19,200 punten |
| Ma Yanhong                                                      | balk (v)                 | 5e           | kwalificatie: 6de met 19,50 punten finale: 5de met 19,450 punten |
| Wu Jiani                                                        | balk (v)                 | kwalificatie | kwalificatie: 3de met 19,65 punten |
| Ma Yanhong                                                      | brug (v)                 | Goud         | kwalificatie: 1ste met 19,90 punten finale: 1ste met 19,950 punten |
| Wu Jiani                                                        | brug (v)                 | kwalificatie | kwalificatie: 4de met 19,65 punten |
| Zhou Ping                                                       | brug (v)                 | 6e           | kwalificatie: 13de met 19,20 punten finale: 6de met 19,350 punten |
| Chen Yongyan                                                    | sprong (v)               | 8e           | kwalificatie: 5de met 19,65 punten finale: 8ste met 19,300 punten |
| Zhou Ping                                                       | sprong (v)               | 5e           | kwalificatie: 5de met 19,65 punten finale: 5de met 19,500 punten |
| Ma Yanhong                                                      | vloer (v)                | 6e           | kwalificatie: 7de met 19,50 punten finale: 6de met 19,450 punten |
| Zhou Ping                                                       | vloer (v)                | 4e           | kwalificatie: 18de met 19,25 punten finale: 4de met 19,625 punten |
| Chen Yongyan                                                    | meerkamp individueel (m) | 8e           | kwalificatie: 13de vloer: 10de met 19,45 punten sprong: 5de met 19,65 punten brug: 18de met 18,95 punten balk: 10de met 19,30 punten totaal: 77,35 punten finale: vloer: 7de met 9,70 punten sprong: 17de met 9,70 punten brug: 11de met 9,80 punten balk: 3de met 9,85 punten totaal: 77,725 punten |
| Huang Qun                                                       | meerkamp individueel (m) | kwalificatie | kwalificatie: 21ste vloer: 16de met 19,35 punten sprong: 21ste met 19,25 punten brug: 34ste met 18,55 punten balk: 15de met 19,15 punten totaal: 76,30 punten |
| Ma Yanhong                                                      | meerkamp individueel (m) | 6e           | kwalificatie: 5de vloer: 7de met 19,50 punten sprong: 20ste met 19,30 punten brug: 1ste met 19,90 punten balk: 6de met 19,50 punten totaal: 78,20 punten finale: vloer: 28ste met 9,30 punten sprong: 20ste met 9,65 punten brug: 1ste met 10,00 punten balk: 4de met 9,80 punten totaal: 77,85 punten |
| Wu Jiani                                                        | meerkamp individueel (m) | kwalificatie | kwalificatie: 9de vloer: 16de met 19,35 punten sprong: 32ste met 19,10 punten brug: 4de met 19,65 punten balk: 3de met 19,65 punten totaal: 77,75 punten finale: vloer: 5de met 9,75 punten sprong: 11de met 9,75 punten brug: 11de met 9,80 punten balk: 4de met 9,80 punten totaal: 77,75 punten |
| Zhou Ping                                                       | meerkamp individueel (m) | 7e           | kwalificatie: 13de vloer: 18de met 19,25 punten sprong: 5de met 19,65 punten brug: 13de met 19,20 punten balk: 12de met 19,25 punten totaal: 77,35 punten |
| Zhou Qiurui                                                     | meerkamp individueel (m) | kwalificatie | kwalificatie: 19de vloer: 6de met 19,55 punten sprong: 5de met 19,65 punten brug: 13de met 19,20 punten balk: 26ste met 18,75 punten totaal: 76,50 punten |
| Chen Yongyan Huang Qun Ma Yahong Wu Jiani Zhou Ping Zhou Qiurui | meerkamp team (v)        | Brons        | vloer: 3de met 97,40 punten sprong: 3de met 97,45 punten brug: 3de met 96,85 punten balk: 2de met 96,90 punten totaal: 388,60 punten |

### Handbal
| Olympiër | Onderdeel | Resultaat | Prestatie |
| --- | --------- | --------- | --- |
| Wu Xingjiang He Jianping Zhu Juefeng Zhang Weihong Gao Xiumin Wang Linwei Liu Liping Sun Xiulan Liu Yumei Li Lan Wang Mingxing Chen Zhen | vrouwen   | Brons     | groepsfase: 3de V van Joegoslavië: 25-31 G van Zuid-Korea: 24-24 V van Bondsrepubliek Duitsland: 22-25 W van Verenigde Staten: 20-19 W van Oostenrijk: 21-16 |

| Groepsfase |                          |             |             |             |             |            |            |            |        |
| #          | Land                     | Wedstrijden | Wedstrijden | Wedstrijden | Wedstrijden | Doelpunten | Doelpunten | Doelpunten | Punten |
| #          | Land                     | G           | W           | G           | V           | V          | T          | Saldo      | Punten |
| 1          | Joegoslavië              | 5           | 5           | 0           | 0           | 143        | 102        | +41        | 10     |
| 2          | Zuid-Korea               | 5           | 3           | 1           | 1           | 125        | 119        | +6         | 7      |
| 3          | China                    | 5           | 2           | 1           | 2           | 112        | 115        | -3         | 5      |
| 4          | Bondsrepubliek Duitsland | 5           | 2           | 0           | 3           | 91         | 100        | -9         | 4      |
| 5          | Verenigde Staten         | 5           | 2           | 0           | 3           | 114        | 123        | -9         | 4      |
| 6          | Oostenrijk               | 5           | 0           | 0           | 5           | 91         | 117        | -26        | 0      |

| Ronde       | Plaats | Land  | Score                    | Land |
| ----------- | ------ | ----- | ------------------------ | ---- |
| Groepsfase  |        |       |                          |      |
| Los Angeles | China  | 25-31 | Joegoslavië              |      |
| Los Angeles | China  | 24-24 | Zuid-Korea               |      |
| Los Angeles | China  | 22-25 | Bondsrepubliek Duitsland |      |
| Los Angeles | China  | 20-19 | Verenigde Staten         |      |
| Los Angeles | China  | 21-16 | Oostenrijk               |      |

### Judo
| Olympiër     | Onderdeel       | Resultaat | Prestatie |
| ------------ | --------------- | --------- | --------- |
| Zhang Guojun | -60kg (m)       | 18e       |           |
| Wang Shengli | -65kg (m)       | 20e       |           |
| Yi Dexin     | -71kg (m)       | 13e       |           |
| Liu Junlin   | -78kg (m)       | 14e       |           |
| Xu Guoqing   | open klasse (m) | 5e        |           |

### Kanovaren
| Olympiër                | Onderdeel     | Resultaat | Prestatie                                            |
| ----------------------- | ------------- | --------- | ---------------------------------------------------- |
| Gao Ludong Shen Yongjin | K-2 500m (m)  | 18e       | serie 2: 6de in 1.46,29 herkansingen: 5de in 1.45,74 |
| Chu Zhengyong Peng Bo   | K-2 1000m (m) | 16e       | serie 1: 6de in 3.52,98 herkansingen: 4de in 3.53,22 |

### Roeien
| Olympiër                                                       | Onderdeel       | Resultaat | Prestatie                                                                     |
| -------------------------------------------------------------- | --------------- | --------- | ----------------------------------------------------------------------------- |
| Gu Jiahong Tang Hongwei Liu Baogang Wang Hongbing              | vier-zonder (m) | 10e       | serie 1: 5de in 6.45,25 herkansingen: 4de in 6.46,18 finale B: 4de in 6.50,03 |
|                                                                |                 |           |                                                                               |
| Chen Changfeng Huang Meixia Shi Meiping Yang Xiao Zhang Liming | vier-met (v)    | 8e        | serie 1: 4de in 3.37,70 herkansingen: 3de in 3.32,07                          |

### Schermen
| Olympiër                                                          | Onderdeel       | Resultaat | Prestatie |
| ----------------------------------------------------------------- | --------------- | --------- | --- |
| Cui Yining                                                        | degen (m)       | 23e       | 1ste ronde groep 7: 1ste met 3 overwinningen kwartfinale 8: 2de met 4 overwinningen halve finale 4: 6de met 0 overwinningen               |
| Zhao Zhizhong                                                     | degen (m)       | 25e       | 1ste ronde groep 2: 4de met 1 overwinning kwartfinale 5: 4de met 3 overwinningen                                                          |
| Zong Xiangqing                                                    | degen (m)       | 30e       | 1ste ronde groep 8: 2de met 2 overwinningen kwartfinale 7: 4de met 2 overwinningen                                                        |
| Cui Yining Pang Jin Zhao Zhizhong Zong Xiangqing                  | degen team (m)  | 6e        | 1ste ronde groep 1: 2de met 2 overwinningen finale: 6de                                                                                   |
| Chu Shisheng                                                      | floret (m)      | 15e       | 1ste ronde groep 8: 4de met 3 overwinningen kwartfinale 4: 2de met 3 overwinningen halve finale 4: 2de met 3 overwinningen                |
| Liu Yunhong                                                       | floret (m)      | 10e       | 1ste ronde groep 6: 1ste met 4 overwinningen kwartfinale 7: 1ste met 3 overwinningen halve finale 2: 4de met 2 overwinningen              |
| Yu Yifeng                                                         | floret (m)      | 32e       | 1ste ronde groep 7: 3de met 3 overwinningen kwartfinale 3: 4de met 1 overwinning                                                          |
| Chu Shisheng Cui Yining Yu Yifeng Wang Wei Zhang Jian Liu Yunhong | floret team (m) | 7e        | 1ste ronde groep 4: 2de met 2 overwinningen finale: 7de                                                                                   |
| Chen Jinchu                                                       | sabel (m)       | 14e       | 1ste ronde groep 5: 5de met 0 overwinningen kwartfinale 6: 3de met 2 overwinningen halve finale 3: 3de met 3 overwinningen                |
| Liu Guozhen                                                       | sabel (m)       | 26e       | 1ste ronde groep 4: 3de met 3 overwinningen kwartfinale 1: 5de met 0 overwinningen                                                        |
| Wang Ruiji                                                        | sabel (m)       | 16e       | 1ste ronde groep 2: 4de met 2 overwinningen kwartfinale 5: 3de met 2 overwinningen halve finale 4: 4de met 2 overwinningen                |
| Wang Ruiji Chen Jinchu Yang Shisen Liu Guozhen Liu Yunhong        | sabel team (m)  | 5e        | 1ste ronde groep 2: 3de met 1 overwinning finale: 5de                                                                                     |
|                                                                   |                 |           | |
| Jujie Luan                                                        | floret (v)      | Goud      | 1ste ronde groep 2: 1ste met 6 overwinningen kwartfinale 2: 1ste met 4 overwinningen halve finale 1: 2de met 4 overwinningen finale: 1ste |
| Li Huahua                                                         | floret (v)      | 13e       | 1ste ronde groep 5: 4de met 3 overwinningen kwartfinale 5: 2de met 3 overwinningen halve finale 3: 1ste met 4 overwinningen finale: 13de  |
| Zhu Qingyuan                                                      | floret (v)      | 11e       | 1ste ronde groep 4: 4de met 3 overwinningen kwartfinale 4: 4de met 1 overwinning halve finale 2: 4de met 2 overwinningen finale: 11de     |
| Jujie Luan Zhu Qingyuan Li Huahua Wu Qiuhua Zhu Minzhu            | floret team (v) | 5e        | 1ste ronde groep 2: 2de met 1 overwinning finale: 5de                                                                                     |

### Schietsport
| Olympiër      | Onderdeel                  | Resultaat | Prestatie                        |
| ------------- | -------------------------- | --------- | -------------------------------- |
| Hua Jiansheng | 10m luchtgeweer (m)        | 36e       | 565 punten: (90-93-100-94-94-94) |
| Xu Xiaoguang  | 10m luchtgeweer (m)        | 30e       | 572 punten: (97-93-96-94-97-95)  |
| Lin Jicheng   | 50m geweer 3 houdingen (m) | 32e       | 1127 punten: (393-375-359)       |
| Xu Xiaoguang  | 50m geweer 3 houdingen (m) | 22e       | 1139 punten: (395-391-353)       |
| Jiang Rong    | 50m geweer liggend (m)     | 30e       | 588 punten: (97-97-99-96-100-99) |
| Xu Xiaoguang  | 50m geweer liggend (m)     | 30e       | 588 punten: (95-98-100-98-99-98) |
| Wang Yifu     | 50m pistool (m)            | Brons     | 564 punten: (93-93-92-93-97-96)  |
| Xu Haifeng    | 50m pistool (m)            | Goud      | 566 punten: (97-97-93-93-95-91)  |
| Du Xuean      | 25m snelvuurpistool (m)    | 13e       | 588 punten: (292-296)            |
| Li Zhongqi    | 25m snelvuurpistool (m)    | 13e       | 588 punten: (292-296)            |
| Huang Shiping | 50m bewegend doel (m)      | Brons     | 581 punten: (289-292)            |
| Li Yuwei      | 50m bewegend doel (m)      | Goud      | 587 punten: (298-289)            |
|               |                            |           |                                  |
| Liu Renqing   | 10m luchtgeweer (v)        | 9e        | 383 punten: (95-96-97-95)        |
| Wu Xiaoxuan   | 10m luchtgeweer (v)        | Brons     | 389 punten: (97-97-99-96)        |
| Jin Dongxiang | 50m geweer 3 houdingen (v) | 6e        | 571 punten: (193-195-183)        |
| Wu Xiaoxuan   | 50m geweer 3 houdingen (v) | Goud      | 581 punten: (197-197-187) (OR)   |
| Liu Haiying   | 25m pistool (v)            | 4e        | 583 punten: (96-99-98-94-96-100) |
| Wen Zhifang   | 25m pistool (v)            | 6e        | 578 punten: (93-96-94-98-98-99)  |
|               |                            |           |                                  |
| Wu Lanying    | skeet                      | 19e       | 191 punten                       |
| Zhu Changfu   | skeet                      | 11e       | 193 punten                       |

### Schoonspringen
| Olympiër     | Onderdeel     | Resultaat | Prestatie                                                        |
| ------------ | ------------- | --------- | ---------------------------------------------------------------- |
| Li Hongping  | 3m plank (m)  | 4e        | voorronde: 3de met 611,55 punten finale: 4de met 646,35 punten   |
| Tan Liangde  | 3m plank (m)  | Zilver    | voorronde: 4de met 600,99 punten finale: 2de met 662,31 punten   |
| Li Kongzheng | 10m toren (m) | Brons     | voorronde: 2de met 615,89 punten finale: 3de met 638,28 punten   |
| Tong Hui     | 10m toren (m) | 4e        | voorronde: 3de met 608,04 punten finale: 4de met 604,77 punten   |
|              |               |           |                                                                  |
| Li Qiaoxian  | 3m plank (v)  | 5e        | voorronde: 6de met 466,83 punten finale: 5de met 487,68 punten   |
| Li Yihua     | 3m plank (v)  | 4e        | voorronde: 1ste met 517,92 punten finale: 4de met 506,52 punten  |
| Chen Xiaoxia | 10m toren (v) | 4e        | voorronde: 2de met 434,88 punten finale: 4de met 419,76 punten   |
| Zhou Jihong  | 10m toren (v) | Goud      | voorronde: 1ste met 462,87 punten finale: 1ste met 435,51 punten |

### Volleybal

#### Mannen
| Olympiër | Onderdeel | Resultaat | Prestatie |
| --- | --------- | --------- | --- |
| Yan Jianming Song Jinwei Yu Juekin Zhai Jixin Zhang Yousheng Zhao Duo Yang Liqun Cao Ping Shen Keqin Zuo Yue Xiao Jinsong Liu Changcheng | zaal(m)   | 8e        | groep B: 4de V van Japan: 0-3 (9-15, 9-15, 8-15) V van Italië: 0-3 (5-15, 14-16, 13-15) W van Egypte: 3-0 (15-3, 15-5, 18-16) V van Canada: 0-3 (8-15, 7-15, 3-15) 5-8ste plek: V van Zuid-Korea: 1-3 (4-15, 11-15, 15-6, 17-19) 7-8ste plek: V van Japan: 0-3 (14-16, 9-15, 6-15) |

| Groep B |        |             |             |             |             |             |             |        |        |        |        |
| #       | Land   | Wedstrijden | Wedstrijden | Wedstrijden | Wedstrijden | Wedstrijden | Wedstrijden | Punten | Punten | Punten | Punten |
| #       | Land   | G           | W           | V           | SW          | SV          | SR          | SPW    | SPL    | Saldo  | Punten |
| 1       | Canada | 4           | 3           | 1           | 10          | 3           | +7          | 167    | 122    | +45    | 7      |
| 2       | Italië | 4           | 3           | 1           | 11          | 4           | +7          | 210    | 143    | +67    | 7      |
| 3       | Japan  | 4           | 3           | 1           | 9           | 5           | +4          | 179    | 162    | +17    | 7      |
| 4       | China  | 4           | 1           | 3           | 3           | 9           | -6          | 124    | 160    | -36    | 5      |
| 5       | Egypte | 4           | 0           | 4           | 0           | 12          | -12         | 90     | 183    | -93    | 4      |

| Ronde       | Datum       | Plaats     | Land | Score  | Land |
| ----------- | ----------- | ---------- | ---- | ------ | ---- |
| Groepsfase  |             |            |      |        |      |
| 29 juli     | Los Angeles | Japan      | 3-0  | China  |      |
| 31 juli     | Los Angeles | Italië     | 3-0  | China  |      |
| 2 augustus  | Los Angeles | China      | 3-0  | Egypte |      |
| 4 augustus  | Los Angeles | Italië     | 3-1  | China  |      |
| 5-8ste plek |             |            |      |        |      |
| 8 augustus  | Los Angeles | Zuid-Korea | 3-1  | China  |      |
| 7-8ste plek |             |            |      |        |      |
| 10 augustus | Los Angeles | China      | 0-3  | Japan  |      |

#### Vrouwen
| Olympiër | Onderdeel | Resultaat | Prestatie |
| --- | --------- | --------- | --- |
| Zhu Ling Zheng Meizhu Lang Ping Zhang Rongfang Yang Xiaojun Yang Xilan Liang Yan Li Yanjun Jiang Ying Hou Yuzhu | zaal (v)  | Goud      | groep A: 2de W van Brazilië: 3-0 (15-13, 15-10, 15-11) W van Bondsrepubliek Duitsland: 3-0 (15-5, 15-6, 15-3) V van Verenigde Staten: 1-3 (13-15, 15-7, 14-16, 12-15) halve finale: W van Japan: 3-0 (15-10, 15-7, 15-4) finale: W van Verenigde Staten: 3-0 (16-14, 15-3, 15-9) |

| Groep A |                          |             |             |             |             |             |             |        |        |        |        |
| #       | Land                     | Wedstrijden | Wedstrijden | Wedstrijden | Wedstrijden | Wedstrijden | Wedstrijden | Punten | Punten | Punten | Punten |
| #       | Land                     | G           | W           | V           | SW          | SV          | SR          | SPW    | SPL    | Saldo  | Punten |
| 1       | Verenigde Staten         | 3           | 3           | 0           | 9           | 3           | +6          | 165    | 137    | +27    | 6      |
| 2       | China                    | 3           | 2           | 1           | 7           | 3           | +4          | 144    | 101    | +43    | 5      |
| 3       | Bondsrepubliek Duitsland | 3           | 1           | 3           | 3           | 6           | -3          | 90     | 121    | -31    | 4      |
| 4       | Brazilië                 | 3           | 0           | 2           | 2           | 9           | -7          | 55     | 117    | -62    | 3      |

| Ronde        | Datum       | Plaats                   | Land | Score            | Land |
| ------------ | ----------- | ------------------------ | ---- | ---------------- | ---- |
| Groepsfase   |             |                          |      |                  |      |
| 30 juli      | Los Angeles | China                    | 3-0  | Brazilië         |      |
| 1 augustus   | Los Angeles | Bondsrepubliek Duitsland | 0-3  | China            |      |
| 3 augustus   | Los Angeles | China                    | 1-3  | Verenigde Staten |      |
| Halve finale |             |                          |      |                  |      |
| 5 augustus   | Los Angeles | Japan                    | 0-3  | China            |      |
| Finale       |             |                          |      |                  |      |
| 7 augustus   | Los Angeles | China                    | 3-0  | Verenigde Staten |      |

### Waterpolo
| Olympiër | Onderdeel | Resultaat | Prestatie |
| --- | --------- | --------- | --- |
| Deng Jun Wang Xiaotian Bong Weigang Li Jianming Huang Ying Cai Tianxiong Qu Baowei Zhao Bilong Chen Zhixiong Cai Shengliu Pan Shenghua Huang Long Guan Shishi | mannen    | 9e        | groep A: 3de V van Nederland: 8-10 V van Joegoslavië: 7-12 W van Canada: 6-5 finale groep E: 3de W van Japan: 10-4 V van Italië: 8-11 W van Brazilië: 11-9 V van Griekenland: 9-10 |

| Groep A |             |             |             |             |             |            |            |            |        |
| #       | Land        | Wedstrijden | Wedstrijden | Wedstrijden | Wedstrijden | Doelpunten | Doelpunten | Doelpunten | Punten |
| #       | Land        | G           | W           | G           | V           | V          | T          | Saldo      | Punten |
| 1       | Joegoslavië | 3           | 3           | 0           | 0           | 34         | 16         | +18        | 6      |
| 2       | Nederland   | 3           | 2           | 0           | 1           | 25         | 26         | -1         | 4      |
| 3       | China       | 3           | 1           | 0           | 2           | 21         | 27         | -6         | 2      |
| 4       | Canada      | 3           | 0           | 0           | 3           | 18         | 29         | -11        | 0      |

| Ronde      | Datum       | Plaats      | Land | Score     | Land |
| ---------- | ----------- | ----------- | ---- | --------- | ---- |
| Groepsfase |             |             |      |           |      |
| 1 augustus | Los Angeles | China       | 8-10 | Nederland |      |
| 2 augustus | Los Angeles | Joegoslavië | 12-7 | China     |      |
| 3 augustus | Los Angeles | China       | 6-5  | Canada    |      |

| Finale groep E |             |             |             |             |             |            |            |            |        |
| #              | Land        | Wedstrijden | Wedstrijden | Wedstrijden | Wedstrijden | Doelpunten | Doelpunten | Doelpunten | Punten |
| #              | Land        | G           | W           | G           | V           | V          | T          | Saldo      | Punten |
| 1              | Italië      | 5           | 4           | 1           | 0           | 63         | 34         | +29        | 9      |
| 2              | Griekenland | 5           | 3           | 2           | 0           | 52         | 41         | +11        | 8      |
| 3              | China       | 5           | 3           | 0           | 2           | 44         | 39         | +5         | 6      |
| 4              | Canada      | 5           | 1           | 1           | 3           | 40         | 48         | -8         | 3      |
| 5              | Japan       | 5           | 1           | 0           | 4           | 30         | 55         | -25        | 2      |
| 6              | Brazilië    | 5           | 0           | 2           | 3           | 40         | 52         | -12        | 2      |

| Ronde       | Datum       | Plaats      | Land | Score    | Land |
| ----------- | ----------- | ----------- | ---- | -------- | ---- |
| Groepsfase  |             |             |      |          |      |
| 6 augustus  | Los Angeles | China       | 10-4 | Japan    |      |
| 7 augustus  | Los Angeles | Italië      | 11-8 | China    |      |
| 9 augustus  | Los Angeles | China       | 11-9 | Brazilië |      |
| 10 augustus | Los Angeles | Griekenland | 10-9 | China    |      |

### Wielersport
| Olympiër                                  | Onderdeel          | Resultaat | Prestatie |
| Weg                                       | Weg                | Weg       | Weg       |
| ----------------------------------------- | ------------------ | --------- | --------- |
| Han Shuxiang Liu Fu Wang Wanqiang Zeng Bo | ploegentijdrit (m) | 21e       | 2:17.34   |
|                                           |                    |           |           |
| Lu Suyan                                  | wegwedstrijd (v)   | 31e       | 2:24.19   |
| Lu Yu'e                                   | wegwedstrijd (v)   | 41e       | 2:42.55   |
| Wang Li                                   | wegwedstrijd (v)   | 36e       | 2:29.16   |

### Worstelen
| Olympiër       | Onderdeel   | Resultaat   | Prestatie |
| Vrije stijl    | Vrije stijl | Vrije stijl | Vrije stijl |
| -------------- | ----------- | ----------- | --- |
| Gao Wenhe      | -48kg (m)   | 4e          | groep B: 2de W van FRG Heugabel: 3-1 V van USA Weaver: 0-4 bronzen finale: V van KOR Son: 1-3                           |
| Liang Dejin    | -52kg (m)   | 8e          | groep A: 5de W van ECU Garcés: 3-1 V van CAN Takahashi: 1-3 V van FRG Niebler: 0-3,5                                    |
| Guanbunima     | -57kg (m)   | 7e          | groep B: 4de V van USA Davis: 0-4 W van ESP García: 4-0 W van NZL Hawkins: 4-0 V van KOR Kim: 0-4                       |
| Ren Qin        | -68kg (m)   | 13e         | groep A: 7de V van AUS Kelevitz: 0-4 W van ESP Iglesias: 4-0 V van EGY Hamed: 1-3                                       |
| Grieks-Romeins |             |             | |
| Li Haisheng    | -48kg (m)   | 7e          | groep A: 4de W van USA Fuller: 3-1 V van ITA Maenza: 0-4 V van TUR Bora: 1-3                                            |
| Hu Richa       | -52kg (m)   | 4e          | groep A: 2de W van EGY Fathalla: 4-0 W van TUR Kemah: 3,5-0,5 V van MEX Aceves: 1-3 bronzen finale: V van KOR Bang: 0-4 |
| Zhang Dequn    | -62kg (m)   | 19e         | groep A: 10de V van ROU Uţă: 0-4 V van CAN Yeats: 0-4                                                                   |

### Zeilen
| Olympiër                  | Onderdeel      | Resultaat | Prestatie                           |
| ------------------------- | -------------- | --------- | ----------------------------------- |
| Qingcai Tang              | windglider (m) | 25e       | 167 punten: (26-16-19-14-28-28-28)  |
|                           |                |           |                                     |
| Guangming Tu              | finn           | 25e       | 178 punten: (23-23-24-25-PMS-23)    |
| Xianyuan Xu Kaiping Zheng | 470            | 24e       | 166 punten: (DSQ-24-23-23-17-21-22) |

### Zwemmen
| Olympiër                                       | Onderdeel             | Resultaat | Prestatie                  |
| ---------------------------------------------- | --------------------- | --------- | -------------------------- |
| Mu Lati                                        | 100m vrije slag (m)   | 31e       | serie 5: 3de in 52,82      |
| Shen Jianqiang                                 | 100m vrije slag (m)   | 32e       | serie 9: 3de in 52,84      |
| Shen Jianqiang                                 | 200m vrije slag (m)   | 31e       | serie 7: 5de in 1.56,08    |
| Li Zhongyi                                     | 100m rugslag (m)      | 30e       | serie 7: 4de in 1.00,66    |
| Wang Hao                                       | 100m rugslag (m)      | 23e       | serie 5: 5de in 59,13      |
| Wang Hao                                       | 200m rugslag (m)      | 28e       | serie 5: 6de in 2.12,28    |
| Jin Fu                                         | 100m schoolslag (m)   | 17e       | serie 7: 4de in 1.05,05    |
| Wang Lin                                       | 100m schoolslag (m)   | DSQ       | serie 6: gediskwalificeerd |
| Jin Fu                                         | 200m schoolslag (m)   | 26e       | serie 5: 4de in 2.26,34    |
| Zheng Jian                                     | 100m vlinderslag (m)  | 26e       | serie 6: 5de in 56,58      |
| Chen Qin                                       | 200m wisselslag (m)   | 24e       | serie 6: 5de in 2.10,30    |
| Feng Dawei                                     | 200m wisselslag (m)   | 25e       | serie 3: 4de in 2.11,30    |
| Mu Lat Feng Dawei Chen Qin Shen Jianqiang      | 4x100m vrije slag (m) | 16e       | serie 1: 4de in 3.30,82    |
| Wang Hao Jin Fu Zheng Jian Mu Lat              | 4x100m wisselslag (m) | 11e       | serie 2: 3de in 3.51,71    |
|                                                |                       |           |                            |
| Ding Jilian                                    | 100m vrije slag (v)   | 22e       | serie 3: 5de in 59,11      |
| Yan Hong                                       | 100m vrije slag (v)   | 26e       | serie 6: 5de in 1.00,45    |
| Guo Huaying                                    | 100m rugslag (v)      | 25e       | serie 3: 7de in 1.08,21    |
| Yan Hong                                       | 200m rugslag (v)      | 26e       | serie 3: 8ste in 2.32,33   |
| Li Jinlan                                      | 100m vlinderslag (v)  | 20e       | serie 4: 5de in 1.03,91    |
| Yan Hong                                       | 200m wisselslag (v)   | 21e       | serie 2: 6de in 2.27,95    |
| Guo Huaying Liang Weifen Li Jinlan Ding Jilian | 4x100m wisselslag (v) | 9e        | serie 1: 5de in 4.27,39    |

Algerije · Amerikaanse Maagdeneilanden · Andorra · Antigua en Barbuda · Argentinië · Australië · Bahama’s · Bahrein · Bangladesh · Barbados · België · Belize · Benin · Bermuda · Bhutan · Birma · Bolivia · Bondsrepubliek Duitsland · Botswana · Brazilië · Britse Maagdeneilanden · Canada · Centraal-Afrikaanse Republiek · Chili · China · Chinees Taipei · Colombia · Congo-Brazzaville · Costa Rica · Cyprus · Denemarken · Djibouti · Dominicaanse Republiek · Ecuador · Egypte · El Salvador · Equatoriaal-Guinea · Fiji · Filipijnen · Finland · Frankrijk · Gabon · Gambia · Ghana · Grenada · Griekenland · Groot-Brittannië · Guatemala · Guinee · Guyana · Haïti · Honduras · Hongkong · Ierland · IJsland · India · Indonesië · Irak · Israël · Italië · Ivoorkust · Jamaica · Japan · Joegoslavië · Jordanië · Kaaimaneilanden · Kameroen · Kenia · Koeweit · Lesotho · Libanon · Liberia · Liechtenstein · Luxemburg · Madagaskar · Malawi · Maleisië · Mali · Malta · Marokko · Mauritanië · Mauritius · Mexico · Monaco · Mozambique · Nederland · Nederlandse Antillen · Nepal · Nicaragua · Nieuw-Zeeland · Niger · Nigeria · Noord-Jemen · Noorwegen · Oeganda · Oman · Oostenrijk · Pakistan · Panama · Papoea-Nieuw-Guinea · Paraguay · Peru · Portugal · Puerto Rico · Qatar · Roemenië · Rwanda · Salomonseilanden · Samoa · San Marino · Saoedi-Arabië · Senegal · Seychellen · Sierra Leone · Singapore · Soedan · Somalië · Spanje · Sri Lanka · Suriname · Swaziland · Syrië · Tanzania · Thailand · Togo · Tonga · Trinidad en Tobago · Tsjaad · Tunesië · Turkije · Uruguay · Venezuela · Verenigde Arabische Emiraten · Verenigde Staten · Zaïre · Zambia · Zimbabwe · Zuid-Korea · Zweden · Zwitserland